# Давид Кавлін
Дави́д Ха́йме Ка́влін (ісп. David Jaime Kavlin, 26 грудня 1971 року, Сальта, Аргентина) — аргентинський радіоведучий, актор, співак і телеведучий.

## Біографія
Давид Кавлін народився 26 грудня 1971 року в провінції Сальта, Аргентина. Його батько родом з Болівії, а його бабуся і дідусь були євреями з Німеччини, України та Бельгії.
Давид отримав ступінь бакалавра з соціальних комунікацій у Національному університеті Кордови. У 1985 році він отримав першу роботу на піратському радіо. Згодом йому вдалося стати радіо- і телеведучим. На цьому етапі кар'єри він став місцевою знаменитістю у рідній провінції Сальта.
Згодом він переїхав до Кордови, де працював на двох найважливіших телеканалах міста. Там він познайомився зі своїм телевізійним партнером «Ель Моно» Амучастегі. Його телевізійна програма «12 мільйонів» отримала номінацію на премію «Мартін Ф'єро» у 1993 році.
У 1996 році він поїхав до Парагваю, де разом з «Ель Моно» співпрацював із каналом 13 та вів радіошоу Радіо SO'O в Асунсьйоні. З 1997 по 1999 рр. Давид був радіоведучим шоу Gracias por molestar.
У 1999 році він почав працювати на телеканалі Telefuturo. Давид Кавлін вів телешоу під назвою Anochecer de un día agitado. У 2000 році він був ведучим Verano agitado-Puerto verano. Того ж року Кавлін вів радіошоу Molestia aparte.
У 2001 році Давид Кавлін почав вести телевізійне шоу Vale la pena. У 2003 році він провів аргентинську версію Fear Factor під назвою Factor Miedo.
У 2005 році він вів нову версію класичного ігрового шоу Feliz Domingo. Шоу було скасовано у 2006 році.
На початку 2007 року був співавтором телешоу Fox Sports Playa з Алехандрою Мартінес, яке транслював Fox Sports (Latinoamérica) . У червні він був співавтором ранкового телешоу D9A12 із Сусаною Роккасальво. Шоу було раптово скасовано в 2007 році.
У 2008 році Давид Кавлін повернувся як телеведучий Improvisados ¿Dónde está el guion?, яку він влаштовував зі своїм другом «Ель Моно» Амучастегі. Завдяки цьому телешоу отримало номінацію на Мартіна Фе'єрро 2009 року.
У 2010 році він взяв участь у мильній опері Alguien que me quiera в ефірі 13-го каналу. Того ж року його обрали для мексиканського телесеріалу El talismán.
У 2011 році радіо Vale 97.5 бере у ротацію Desperté, його дебютний сингл. Пісню для чилійської мильної опери Peleles Dos amantes написав сам Кавлін.
У 2012 році він вів шоу Kavlin de Último Momento у пізньому нічному ефірі на каналі 26.
2 грудня 2013 року він розпочав вести радіошоу Informant3s
3 червня 2014 року він почав вести пізнє нічне інформаційне шоу Día 24 на каналі A24. На даний момент він є господарем A24 ' Mediodías, más que noticias .

### Телебачення
| Рік       | Телепрограма                       | Канал                    | Примітки     |
| --------- | ---------------------------------- | ------------------------ | ------------ |
| 1993 рік  | 12 млн                             | Канал Доце               | Господар     |
| 1996–1997 | Тепло Верано                       | 13 канал                 | Господар     |
| 1997 рік  | El gusto es nuestro                | 13 канал                 | Господар     |
| 1999 рік  | Anochecer de un día agitado        | Телефутуро               | Господар     |
| 2000 рік  | Verano agitado-Puerto verano       | Телефутуро               | Господар     |
| 2001 рік  | Вале-ла-пена                       | Telefe                   | Господар     |
| 2002 рік  | Sabor a Mi                         | Telefe                   | Хост         |
| 2002 рік  | Vacaciones en Telefé               | Telefe                   | Господар     |
| 2003 рік  | Фактор Miedo                       | Telefe                   | Господар     |
| 2005 рік  | Шоуматч                            | Канал 9                  | Поява гостей |
| 2005–2006 | Феліз Домінго                      | Канал 9                  | Господар     |
| 2007 рік  | Fox Sports Playa                   | Fox Sports Latinoamérica | Господар     |
| 2007 рік  | Aunque ud. no lo viera             | 13 канал                 | Господар     |
| 2007 рік  | D9A12                              | Журнал                   | Господар     |
| 2008–2009 | Improvisados ¿Dónde está el guión? | Журнал                   | Господар     |
| 2008 рік  | Premios ATVC 2008                  | Журнал                   | Господар     |
| 2010 рік  | Alguien que me quiera              | 13 канал                 | Гість гостя  |
| 2011–2013 | Lo que pasa en el Día              | Канал 26                 | Господар     |
| 2012 рік  | Kavlin de Último Momento           | Канал 26                 | Хост         |
| 2014 рік  | Діа 24                             | A24                      | Хост         |
| 2014 рік  | Mediodías, más que noticias        | A24                      | Хост         |

### Радіо
| Рік         | Радіошоу             | Станції                      | Примітки |
| ----------- | -------------------- | ---------------------------- | -------- |
| 1985 рік    | Маратон              | FM Сальта                    | Господар |
| 1996 рік    | Радіо SO'O           | Рок і поп-де-Асунсьйон       | Господар |
| (1997—1999) | Gracias por molestar | Радіо Венера                 | Господар |
| 2008–2009   | Circo parlante       | Радіо Рівадавія              | Хост     |
| 2011 рік    | Кавлайнс пеладос     | Радіо ТКМ                    | Господар |
| 2013 рік    | Інформатор3          | Радіо 89,90                  | Господар |
| 2015 рік    | Кафе Фуерте          | Радіо Uno FM 103.1 (Bs. As.) | Господар |

## Дискографія

### Студійні альбоми
- 2012 рік: Belleza reversible

### Сингли
- 2011 — Desperté
- 2011 — Dos amantes